# Jocelyn Janneh
Jocelyn Janneh, né le 6 décembre 2002 à Freetown en Sierra Leone, est un footballeur sierraléonais qui évolue au poste de milieu défensif au SC Bastia.

## Biographie

### En club
Né à Freetown en Sierra Leone, Jocelyn Janneh rejoint très tôt la Guinée avec sa famille, grandissant à Conakry et formé par l'Atouga Foot. Il est ensuite repéré par le club turc de Kayserispor. Il arrive en janvier 2022 et signe un contrat de trois ans.
Il joue son premier match en professionnel avec ce club, lors d'une rencontre de championnat le 21 mai 2022 contre Sivasspor. Il entre en jeu à la place de İbrahim Akdağ (en) et son équipe s'incline par deux buts à un.
Mis à l'essai par le club corse avec qui il dispute plusieurs matchs amicaux, Jocelyn Janneh rejoint librement le SC Bastia le 23 juillet 2022. Il signe un contrat de trois ans, soit jusqu'en juin 2025. Il fait sa première apparition en équipe première le 19 novembre 2022, à l'occasion d'une rencontre de coupe de France face au SC Marnaval. Il est titularisé et son équipe l'emporte par trois buts à zéro. Janneh joue son premier match de Ligue 2 le 6 mai 2023 en étant titularisé contre le Stade lavallois (défaite 2-1 de Bastia). 
Il s'impose dans le onze bastiais lors de la saison 2023-2024, participant à 32 rencontres de Ligue 2, dont 26 titularisations. Au terme de cet exercice, il prolonge son contrat jusqu'en juin 2027. Le 23 novembre 2024, il est exclu pour un tacle dangereux, les deux pieds décollés, sur Julien Ponceau, joueur du FC Lorient (14e journée, 0-0). Il s'ensuit une interruption de la rencontre de plus de quarante minutes après le jet de projectiles de supporters mécontents de la décision sur l'arbitre assistant.